# Acalolepta opposita
Acalolepta opposita es una especie de escarabajo longicornio del género Acalolepta, tribu Monochamini, subfamilia Lamiinae. Fue descrita científicamente por Pascoe en 1866.
Se distribuye por Indonesia y Malasia. Mide aproximadamente 13-14 milímetros de longitud. El período de vuelo de esta especie ocurre en el mes de abril.